# The Darkest Dawn
The Darkest Dawn (literalmente, "el amanecer más oscuro"), inicialmentre llamada Hungerford II, es una película británica de ciencia ficción dirigida por Drew Casson y estrenada en 2016. Es la segunda parte de una trilogía iniciada con Hungerford.

## Argumento
La película, forma parte de la trilogía del director Drew Casson cuyo objetivo es relatar una repentina invasión extraterrestre en Reino Unido desde distintos puntos de vista. En la primera entrega, estrenada en 2014, siguió los pasos de Cowen Rosewell y la gente que con él, intentó sobrevivir a los primeros compases de la invasión, grabándolo todo con una cámara. En la segunda parte, cuyo nombre inicial era Hungerford II, la primera historia se funde con la segunda. La narración empieza instantes antes del 16º aniversario de la protagonista de la segunda parte, Chloe Murdock, una joven británica entusiasta del mundo del cine que graba toda su vida con una videocámara sin cinta. Vive en casa de sus padres junto a su hermana Sam, quien desprende síndrome de Wendy hacia su hermana pequeña. Al poco de la fiesta de aniversario de Chloe, y de manera repentina, las autoridades anuncian evacuaciones masivas y despliegue del Ejército Británico, que se ve rápidamente superado ante la situación de caos y el inminente ataque aéreo por parte una flota alienígena con un armamento mucho más sofisticado y letal, además de esparcir unos parásitos que toman el control de los humanos infectados. Ante la imposibilidad de ser evacuados por un ejército superado, la historia sigue la ruta para la supervivencia que hacen hacia la Inglaterra rural con el fin de alejarse de los núcleos de población más grandes y donde se terminan encontrando con el grupo de Cowen Rosewell, de la primera entrega, uniendo las dos tramas y los tiempos.

## Reparto
- Bethan Mary Leadley como Chloe Murdock, adolescente entusiasta del mundo del cine y miembro del primer grupo de supervivientes.
- Cherry Wallis como Sam Murdock, hermana mayor de Chloe y miembro del primer grupo de supervivientes.
- Stuart Ashen como Bob, miembro del primer grupo de supervivientes.
- Tom Scarlett como Adam, miembro del segundo grupo de supervivientes, en busca de su hermana Philippa.
- Drew Casson como Cowen Rosewell, miembro del segundo grupo de supervivientes.
- Sam Carter como Kipper, miembro del segundo grupo de supervivientes.
- Mark Cussak, como suboficial al mando del pelotón de defensa de Ascalon.
- Jamie Paul como Hopper, miembro del pelotón de defensa de Ascalon.
- Mawaan Rizwan como Ricky, miembro del pelotón de defensa de Ascalon.

## Producción
Se trata de una película de cine independiente producida en el Reino Unido. Al igual que la primera entrega, Hungerford, esta también está grabada en primera persona, viendo la invasión extraterrestre desde la grabación que quedó guardada, en este caso, en la videocámara de Chloe, ya siendo grabado por ella misma o por las demás personas que en un momento u otro la cogieron. La película sigue la estela de productos como The Blair Witch Project y Cloverfield, si bien con menos presupuesto que la superproducción dirigida por J. J. Abrams en 2008.